# Norsälven

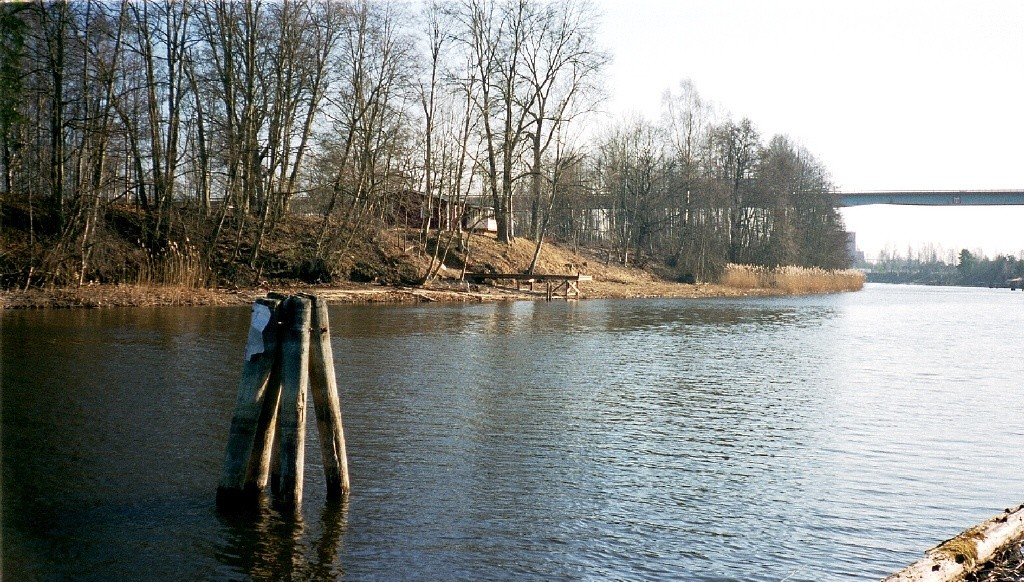
De Norsälven in Älvenäs.

Norsälven is een kleine rivier in Värmland in Zweden.
Het riviertje verzorgt de waterafvoer van het merencomplex Fryken. Het begin is een trechter aan de zuidwestkant van het Nedre Fryken. Daarna stroomt het bijna rechtstreeks zuidwaarts bij Vålberg de Åsfjord in. De Åsfjord is zelf een inham van het Vänermeer.
De rivier is ongeveer 35 km lang. Haar naamgever is het gehucht Nor, inmiddels aangebouwd aan Vålberg.